# Repubblica di Cina agli XI Giochi olimpici invernali
La Repubblica di Cina partecipò agli XI Giochi olimpici invernali, svoltisi a Sapporo, Giappone, dal 3 al 13 febbraio 1972, con una delegazione di 5 atleti impegnati in due discipline.